# Santa Maria Gualtieri

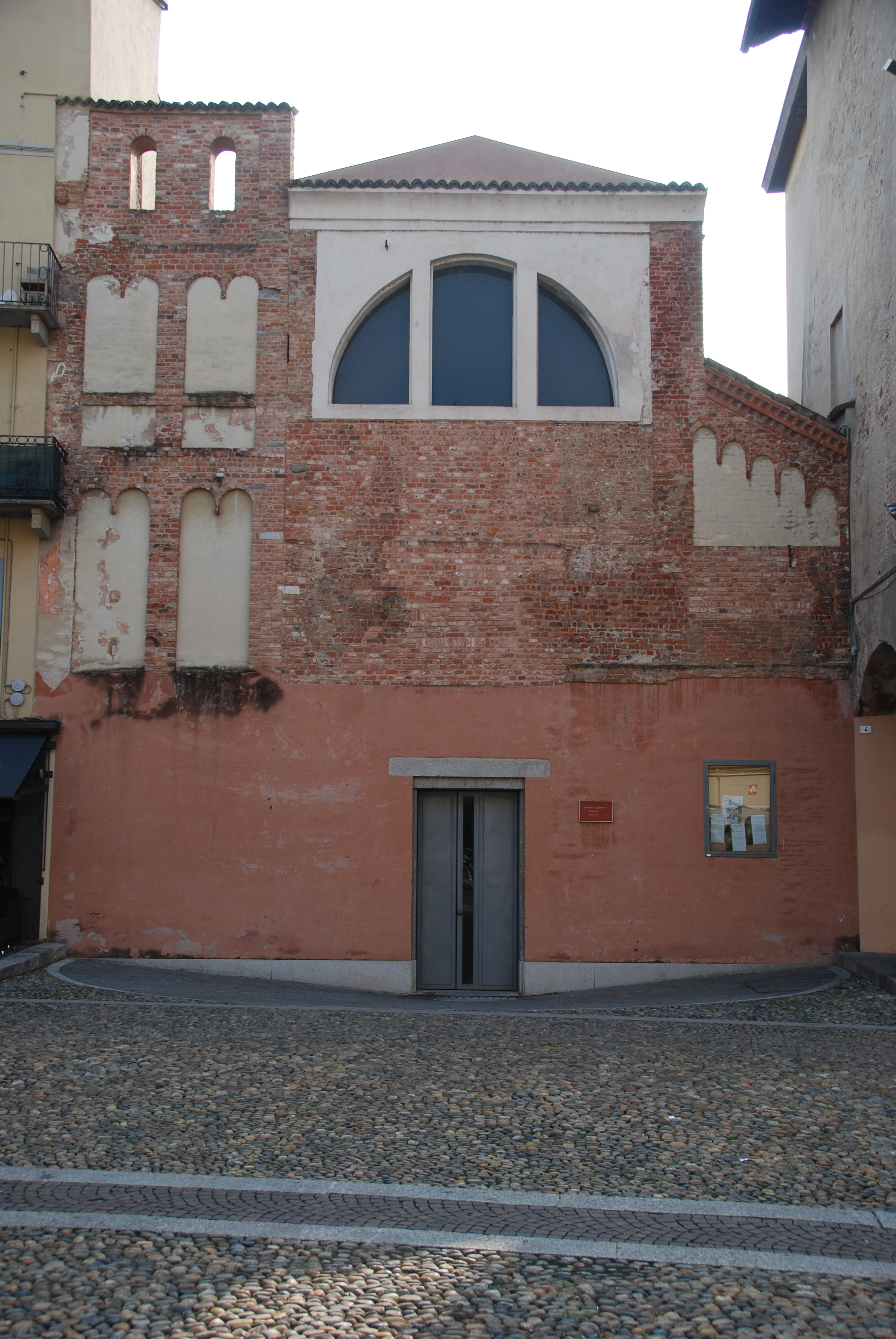
Die Fassade der Kirche

Die Kirche Santa Maria Gualtieri ist eine entwidmete Kirche in Pavia, die heute für Ausstellungen, Konzerte und Konferenzen genutzt wird.

## Geschichte
Die Kirche wurde im Jahr 989 von Walterius (italienisch Gualtiero) gegründet, dem Sohn von Wualpertus, Richter des Königspalastes von Pavia, Königsbote und Bruder der Gräfin Rotruda. Er ließ die Kirche in der Nähe seines eigenen Hauses erbauen und widmete sie der Heiligen Maria. Walterius selbst stattete die Kirche mit reichen Besitztümern aus, darunter das Hospital San Giacomo della Cerreta in Belgioioso.
Die Kirche, die an der Piazza Vittoria liegt – dem antiken römischen Forum der Stadt –, wurde in der zweiten Hälfte des 11. Jahrhunderts wiederaufgebaut und 1096 von Papst Urban II. geweiht, als dieser Pavia besuchte. Im Jahr 1182 wurde die Kirche von einem Kanoniker-Kollegium verwaltet, das aus einem Propst und sieben Kanonikern bestand.
1250 wurde die Kirche unter die Pfarreien von Porta Laudensis aufgenommen. Die apostolische Visitation von 1576 berichtet, dass die Geistlichkeit zu dieser Zeit aus acht Priestern bestand und die Pfarrei 300 Gläubige zählte. Diese Zahl stieg bis 1769 auf sieben Priester und sieben Kleriker an.
Noch Ende des 18. Jahrhunderts besaß das Pfarrhaus beträchtliche Ländereien, insbesondere in der Umgebung von Pavia, mit einer Fläche von insgesamt 76,5 Hektar. Die Zahl der Gläubigen in der Pfarrei erreichte im Jahr 1780 insgesamt 993 Personen.
Im Jahr 1788 wurde die Kirche im Rahmen des von Kaiser Joseph II. gewünschten Neuordnungsplans der städtischen Pfarreien aufgehoben und mit der Pfarrei Gervasio und Protasio vereinigt. Das Gebäude wurde 1798 endgültig entweiht und an Privatpersonen verkauft, die es in Wohnhäuser und Geschäfte umwandelten.
In den 1960er Jahren erwarb die Gemeinde Pavia die Kirche, und 1975 wurden archäologische Untersuchungen durchgeführt. Nach einer langen Restaurierung wurde die Kirche 1991 wiedereröffnet.

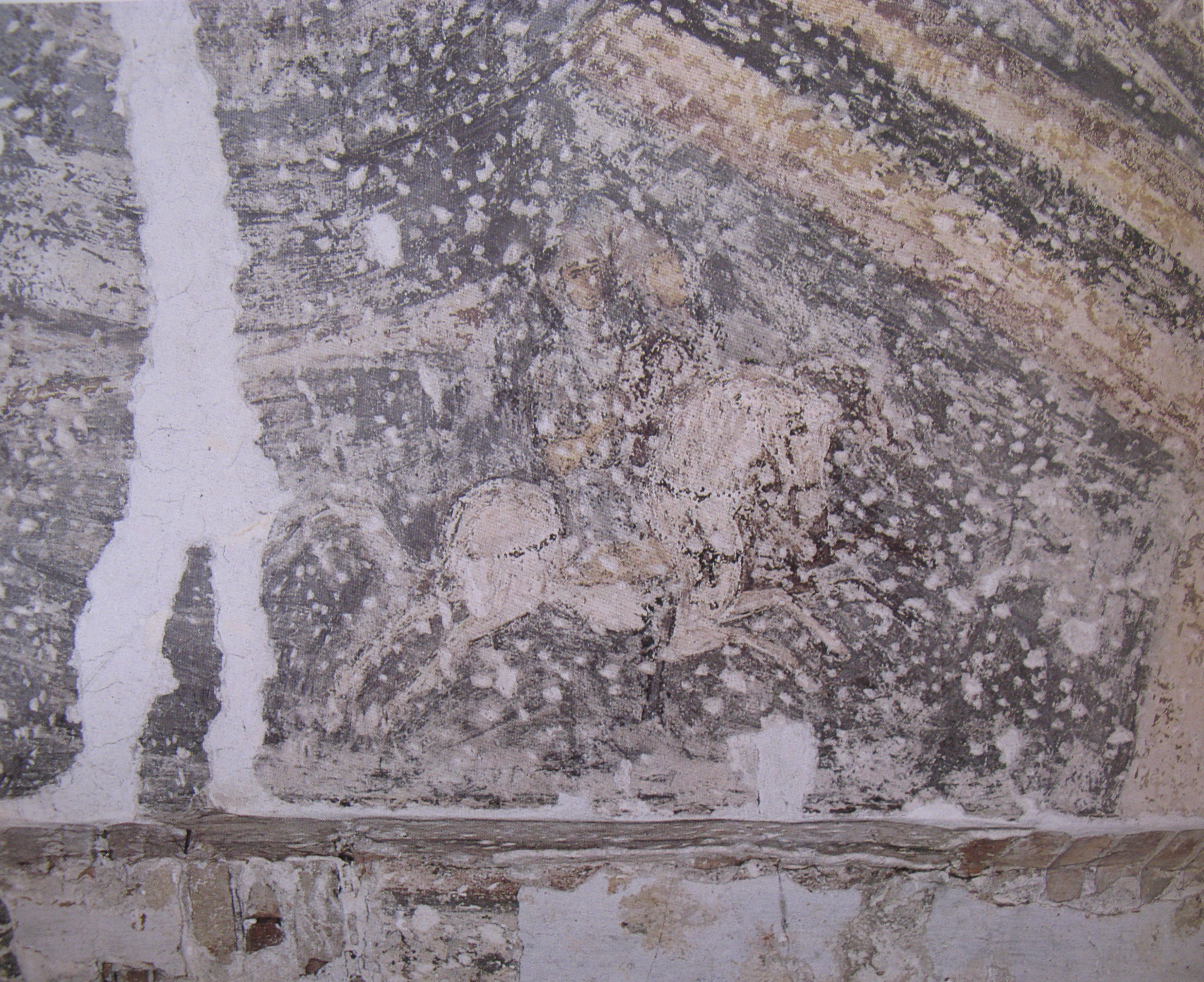
Fragment eines Freskos mit der Darstellung der Reiter der Apokalypse, zweite Hälfte des 11. Jahrhunderts.
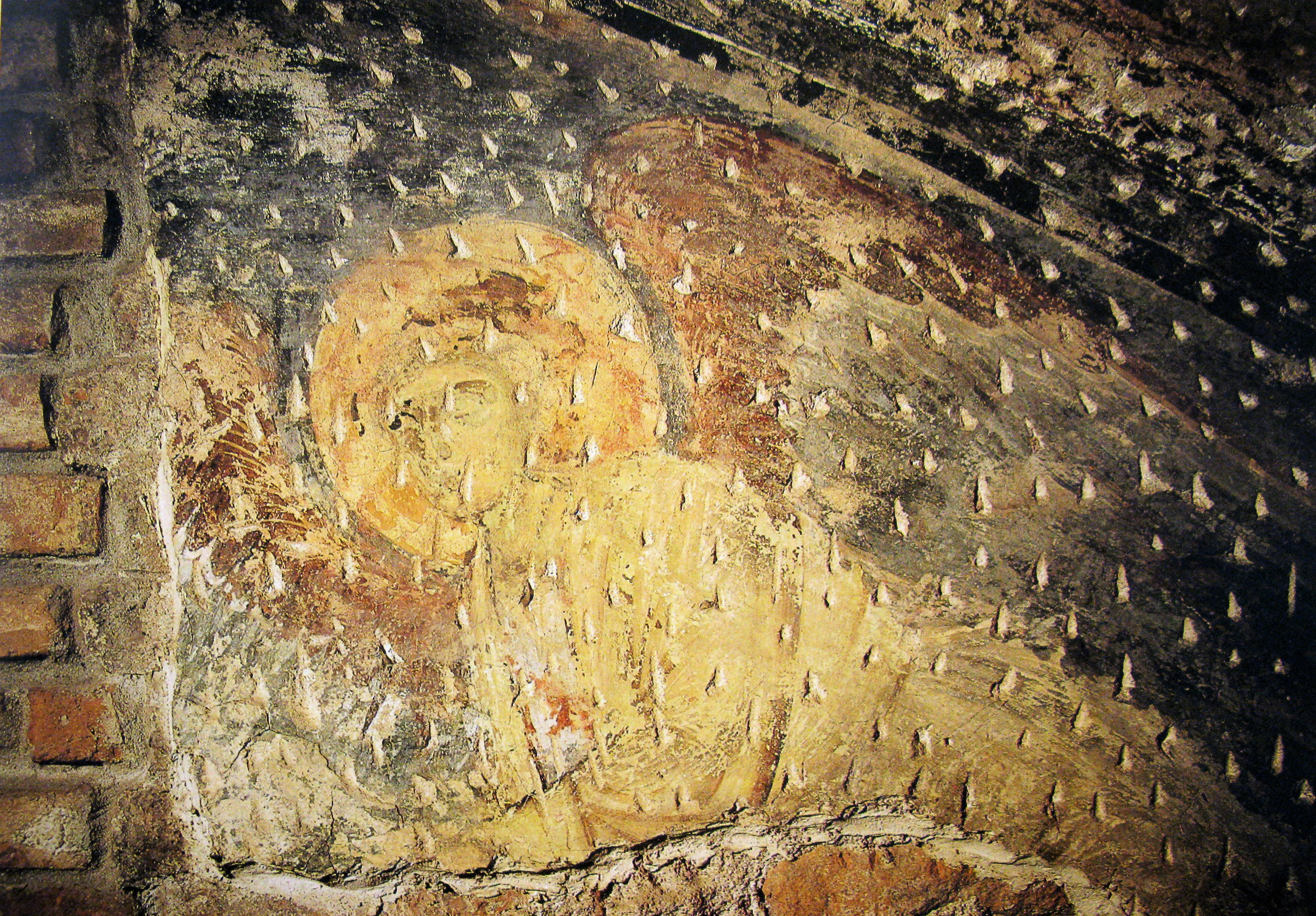
Fragment eines Freskos mit der Darstellung eines Engels, zweite Hälfte des 11. Jahrhunderts.
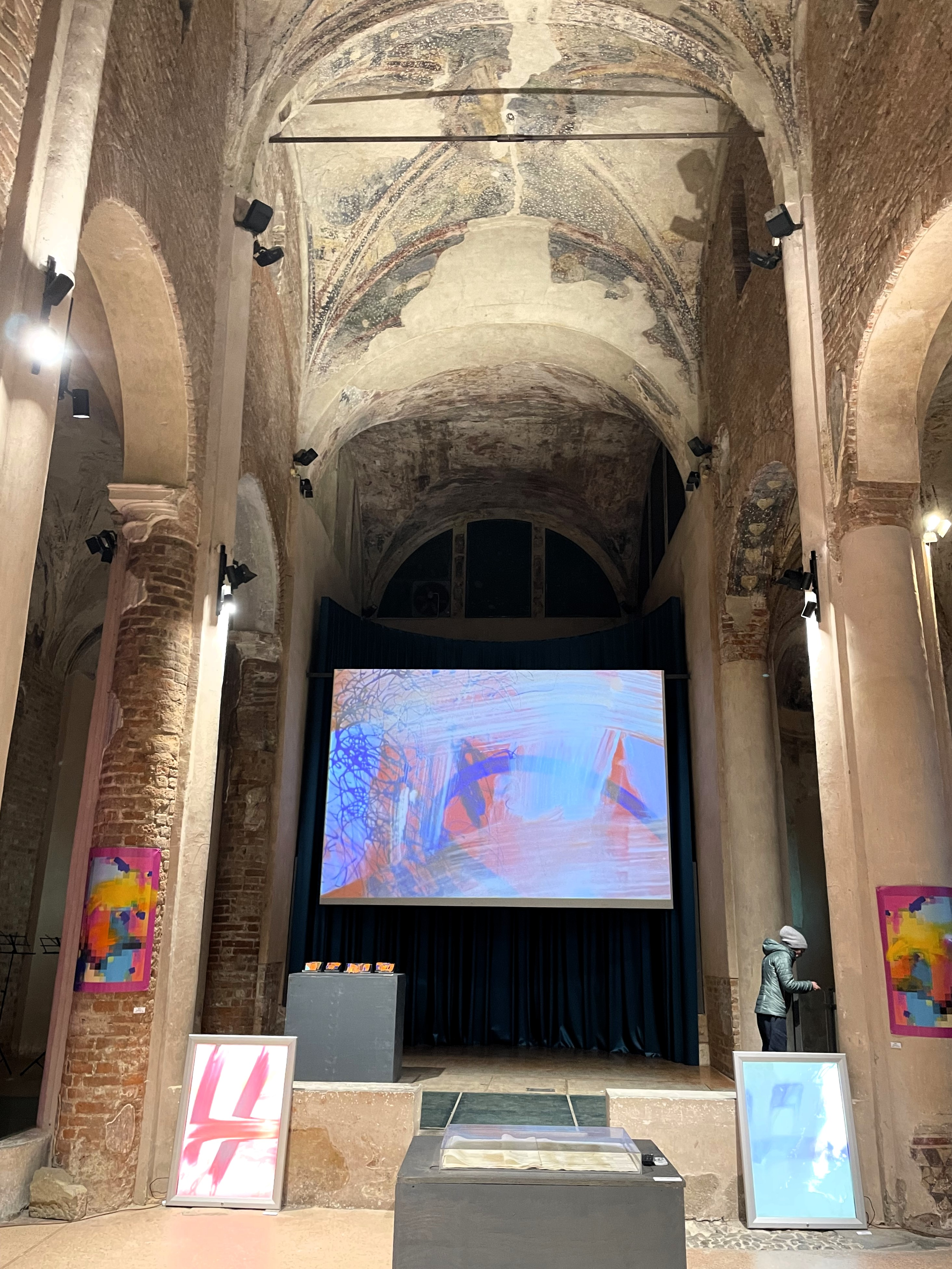
Das Innere der ehemaligen Kirche.

## Bauwerk
Wie die archäologischen Ausgrabungen belegen, bestand die erste Kirche, die auf die zweite Hälfte des 10. Jahrhunderts zurückgeht, aus einem einzigen Saal mit drei Apsiden. Das heutige Gebäude wurde in der zweiten Hälfte des 11. Jahrhunderts errichtet. Es verfügt über drei Schiffe mit Kreuzrippengewölben, die sich über vier Joche erstrecken.
Ein Großteil des Bauwerks wurde unter Wiederverwendung großer Ziegel aus der römischen Zeit sowie Flusskieselsteinen errichtet. Die Pfeiler sind mit Backsteinkapitellen versehen, die typisch für die lombardische Architektur des 11. Jahrhunderts sind.
Die Beleuchtung erfolgt durch einige Einzelfenster mit Spitzbögen. Im Inneren sind Spuren von Fresken erhalten, darunter Darstellungen der apokalyptischen Reiter und die Figur eines Engels, die ebenfalls aus dem späten 11. Jahrhundert stammen.
Im 16. Jahrhundert wurde die Kirche tiefgreifend umgestaltet: Zwei der ursprünglichen Apsiden wurden abgerissen (nur die südliche ist unversehrt erhalten geblieben), und die zentrale Apsis wurde durch einen rechteckigen Chor ersetzt.
Gegen Ende des 17. Jahrhunderts wurde die Kirche renoviert, um sie an den barocken Geschmack anzupassen. Dabei wurde ein großes Fenster in die Fassade eingebaut, das Innere mit Stuck verziert und der mittelalterliche Kreuzgang der Kirche abgerissen.
Die Fassade ist durch Strebepfeiler in drei Felder unterteilt und endet mit kleinen Rundbögen. Vom ursprünglichen Bau aus dem späten 10. Jahrhundert ist noch ein Teil des Mauerwerks des Glockenturms erhalten, das mit kleinen Rundbögen verziert und an der Seite der Fassade gut sichtbar ist.